# Carta al Niño Dios
Carta al Niño Dios es una película de humor colombiana de 2014 dirigida por Juan Camilo Pinzón con guion de Dago García, protagonizada por Diana Angel, Luis Jherver, Damián Maldonado, José Omar Murillo, Fabio Rubiano, Antonio Sanint y Luisa Leal.

## Sinopsis
Rubén está dispuesto a llegar hasta las últimas consecuencias para darle a su hijo Rubencito el regalo que pidió en una carta que le escribió al Niño Dios. Ante la duda de su exesposa y sus amigos, Rubén demostrará que el Niño Dios existe y vivirá una grata experiencia de amor en medio de su desesperada búsqueda.

## Reparto
- Diana Angel
- Luis Jherver
- Damián Maldonado
- José Omar Murillo
- Fabio Rubiano
- Antonio Sanint
- Luisa Leal